# Rhodeus haradai
Rhodeus haradai är en fiskart som beskrevs av Arai, Suzuki och Shen, 1990. Rhodeus haradai ingår i släktet Rhodeus och familjen karpfiskar. Inga underarter finns listade i Catalogue of Life.